# Krajská vědecká knihovna v Liberci
Krajská vědecká knihovna v Liberci, příspěvková organizace (anglicky: The Research Library in Liberec, zkratka: KVKLI) je veřejnou univerzální vědecká knihovna, plnící funkci významného informačního, metodického, vzdělávacího, kulturního a setkávacího centra ve městě Liberci a Libereckém kraji. 

## Charakteristika
Zřizovatelem knihovny je Liberecký kraj a na provoz šesti městských poboček a akvizici literatury přispívá každoroční dotací Statutární město Liberec. Knihovna disponuje univerzálním knihovním fondem se speciálním zaměřením na regionální literaturu Libereckého kraje, Germanika z Českých zemí, textilní průmysl a sklářství. V oblasti digitalizace a ochrany fondů provozuje Digitální knihovnu KVK v Liberci, ve které je ke dni 15. 11. 2017 zpřístupněno 3 798 monografií a 55 periodik. Jako významná kulturní instituce se podílí na evropských a národních projektech. O svých aktivitách a knihovnictví v regionu pravidelně informuje v měsíčníku E-zpravodaj, nebo čtvrtletníku Světlik.
Současná budova knihovny byla dokončena v roce 2000 a získala několik ocenění. Stojí na místě staré synagogy, kterou vypálili nacisté v listopadu 1938. Patří k moderní architektuře Liberce a k relativně známým českým stavbám. Architektem celé budovy je Radim Kousal z libereckého ateliéru SIAL. V areálu knihovny se také nachází i moderní nová synagoga.

## Historie knihovny

### Počátky knihovnictví v Liberci

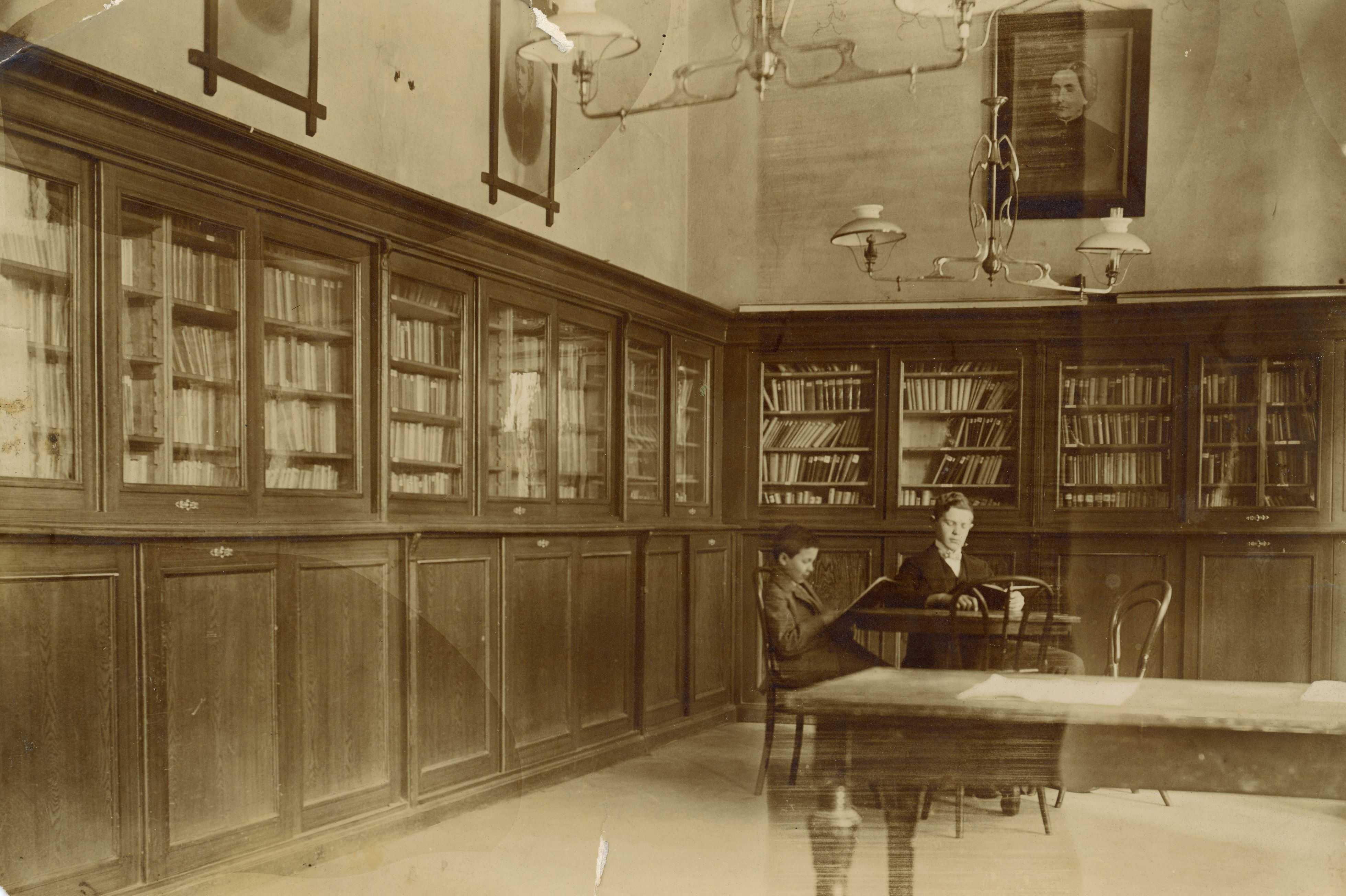
Lidová česká knihovna v České besedě

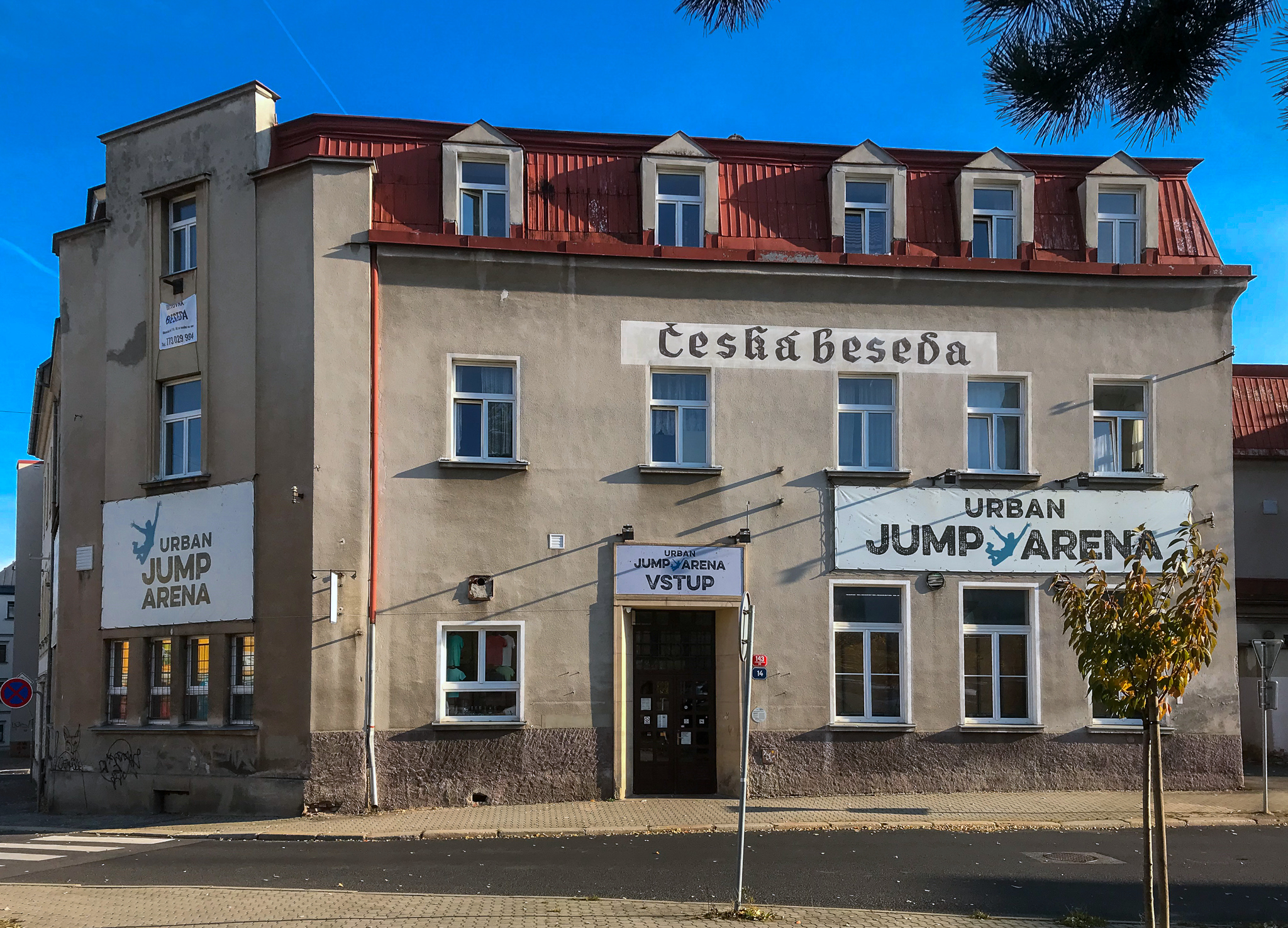
Budova České besedy

První libereckou knihovnu založil děkan Anton Kopsch roku 1759 za účelem vzdělávání mladých duchovních. Teprve o století později započala vlna vzniku zájmových spolků, v rámci nichž docházelo k zakládání spolkových knihoven, které se později staly základními kameny nově budovaných knihoven lidových. První českou knihovnu založil páter Josef Bernát ve spolupráci s Českou besedou roku 1863. Druhá nejstarší vznikla o čtyři roky později při spolku Dobročin. Tyto a další nově vzniklé spolky rozrůstající se české menšiny založily v roce 1904 Lidovou českou knihovnu se sídlem v Národním domě. Odtud se roku 1921 přestěhovala do Blažkovy ulice, a to pod novým názvem – Česká knihovna obecní. 
Jednalo se však o knihovnu menšinového obyvatelstva. Německé spolky spojily fondy svých knihoven roku 1882 do jednoho celku, který reprezentovala spolková Německá lidová knihovna. Ta byla roku 1900 převzata na základě rozhodnutí městského zastupitelstva o zřízení městské knihovny – Stadtbücherei, která měla od roku 1909 stálé sídlo v bývalém hostinci Reichenberger Hof v dnešní Moskevské ulici (sídlo Naivního divadla). K té přibyla roku 1924 Bücherei der Deutschen, která vznikla v návaznosti na snahu přenést německé univerzitní prostředí z Prahy do Liberce poté, co vznikla Československá republika. Jejím zakladatelem byl sudetoněmecký spisovatel Friedrich Jaksch, který ji od počátku budoval jako knihovnu vědeckou. Zůstala v provozu až do roku 1945.

### Poválečné období
Státní studijní knihovna

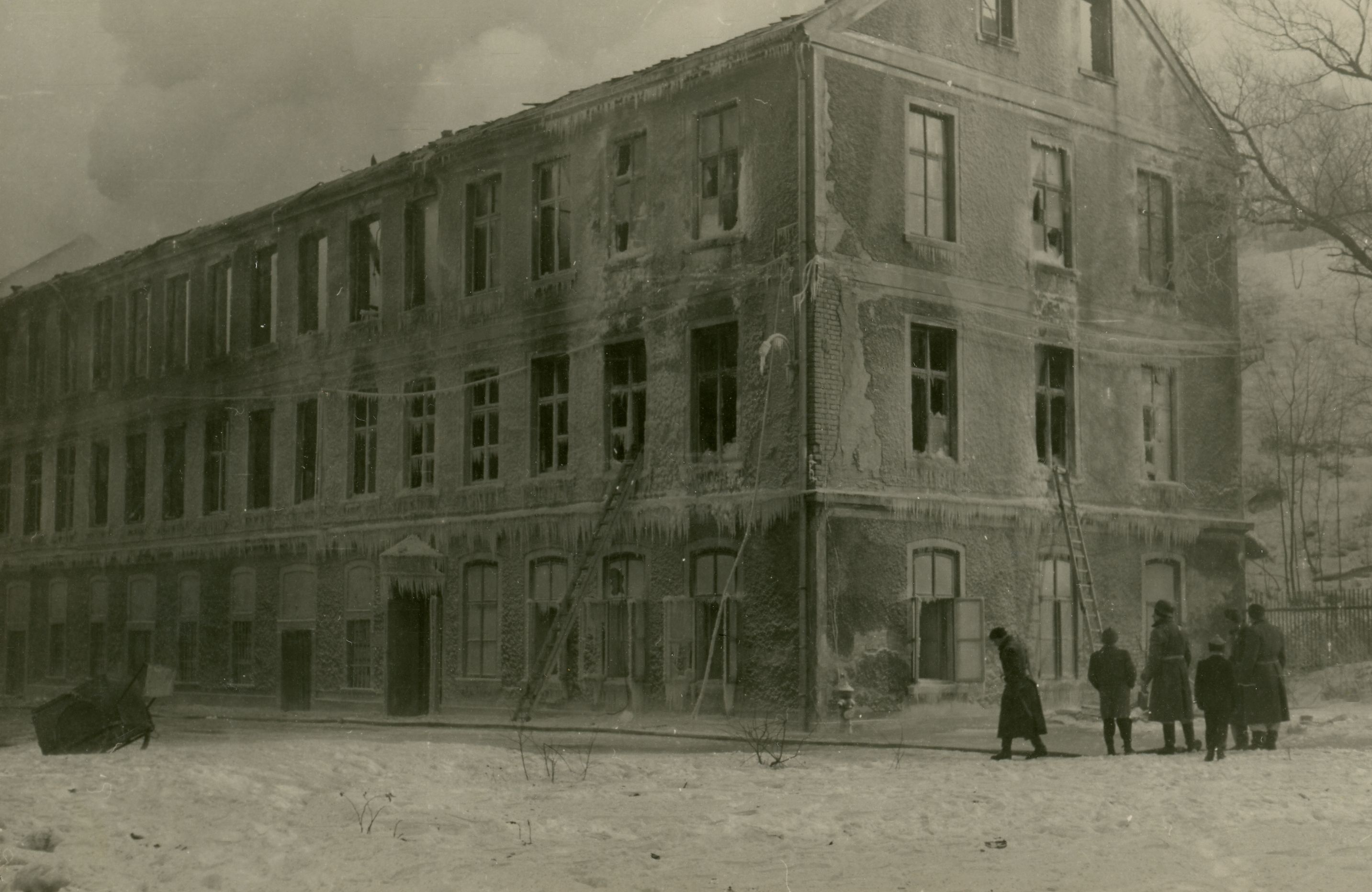
Požár Státní studijní knihovny v roce 1954

Po skončení druhé světové války převzal československý stát dosavadní Bücherei der Deutschen, kterou nahradil Státní studijní knihovnou v Liberci se specializací na literaturu českých Němců. Knihovna převzala 185 000 svazků zpracovaných knih a pokračovala v soustřeďování konfiskovaných soukromých i jných německých knihoven ze severu Čech. V roce 1947 získala právo povinného výtisku, znamenajícího pravidelný přísun veškeré knižní produkce. Knihovna se ve své odborné části profilovala především na textilní a sklářský průmysl. Těžkým úderem do fungování knihovny se stal požár jejího sídla U Věže č. 9, ke kterému došlo v roce 1954. Shořelo 250 000 svazků a sídlo knihovny bylo kompletně zničeno. Zbytky fondu se po dvouletém provizorním uložení dostaly do nové budovy – dnešního náměstí Dr. Edvarda Beneše č. 23. Kromě odborných publikací se započal budovat i fond československých patentů a norem.
Městská lidová knihovna Stávající Stadtbücherei v Moskevské ulici byla v létě 1945 rovněž zabrána a vznikla zde nová Městská lidová knihovna, která po své předchůdkyni převzala 15 000 svazků. Ty chtěla doplnit dary českých knih, avšak z českých menšinových knihoven se zachovalo jen několik desítek titulů, často navíc zničených nevhodným skladováním. Teprve postupem času se situace začala zlepšovat, knihovna převzala fondy knihoven k Liberci nově připojených obcí, které přebudovala na síť poboček. V roce 1947 došlo ke změně názvu na Ústřední městskou knihovnu statutárního města Liberec. Záhy však bylo provedeno další přejmenování, a to na Ústřední městskou knihovnu Václava Kopeckého, který z pozice ministra informací a osvěty uvolnil dotaci ve výši jednoho milionu na nákup knih, což výrazně pomohlo zlepšit početní stav fondu. Své jméno si knihovna podržela do roku 1951, kdy došlo k přejmenování na Krajskou lidovou knihovnu Václava Kopeckého, a to poté, co převzala funkce okresní i krajské knihovny. Na konci tohoto roku knihovna disponovala 50 301 knihami, 7 pobočkami (do konce roku 1957 přibyly další tři) a zahájila provoz pojízdné knihovny.

### Sloučení vědecké a krajské knihovny

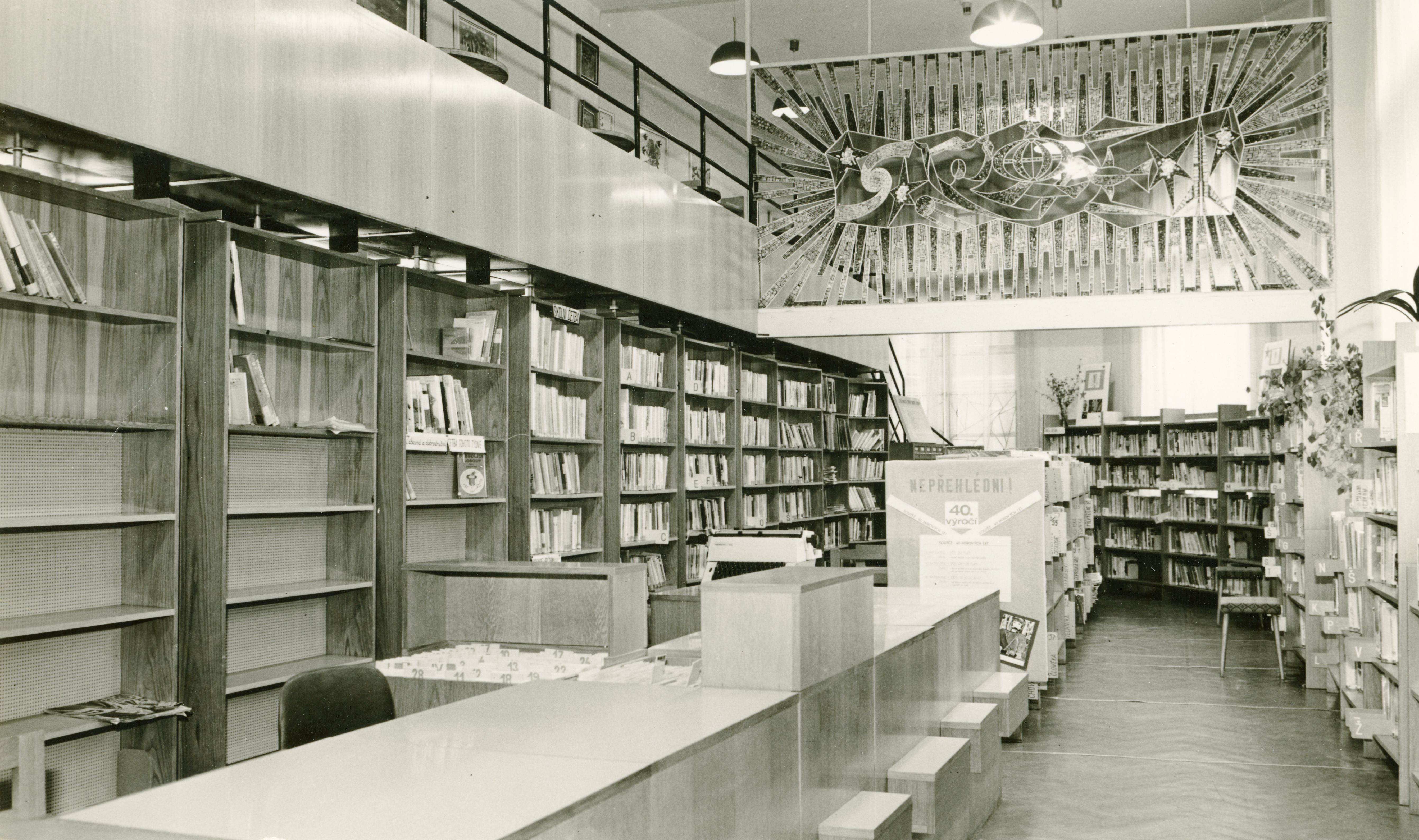
Dětské oddělení Vědecké knihovny Václava Kopeckého

Závěr roku 1958 znamenal počátek současné Krajské vědecké knihovny v Liberci, když bylo Ministerstvem školství a kultury nařízeno, aby mimo jiné i v Liberci byla sloučena knihovna vědecká s knihovnou lidovou. Ke sloučení došlo nicméně pouze administrativně, nikoli fyzicky. Kromě absence společného prostoru se musela knihovna potýkat s dalšími problémy, jako byl nedostatek pracovních sil, nedostatečně zpracované fondy či chybějící skladovací prostor. O dva roky později přibyla další výrazná komplikace v podobě správní reformy, znamenající pro Liberec odebrání statusu krajského města. Knihovně se přesto po dlouhých jednáních podařilo svůj krajský status udržet. Konec šedesátých let znamenal na delší čas ustálení názvu knihovny, která jej po svém sloučení změnila hned třikrát, tentokráte na Vědeckou a lidovou knihovnu Václava Kopeckého. Mnohem výraznější změna nastala v samotném fungování, neboť bylo roku 1969 po mnohaletém úsilí docíleno fyzického sloučení knihoven do budovy na náměstí Dr. Edvarda Beneše č. 23.  Na počátku devadesátých let se zřizovatelem knihovny stalo Ministerstvo kultury a došlo ke změně názvu na Státní vědecká knihovna v Liberci. V tomto desetiletí začaly práce na elektronickém zpracovávání fondu a na vytváření prvních elektronických katalogů.
Od ledna 1996 se právo povinného výtisku omezilo na publikace vydané na území dnešního Libereckého kraje. Během této dekády se plně ukázalo, že stávající budova je nedostačující pro moderní provoz knihovny. Z tohoto důvodu bylo rozhodnuto o výstavbě budovy nové.

### Stavba smíření

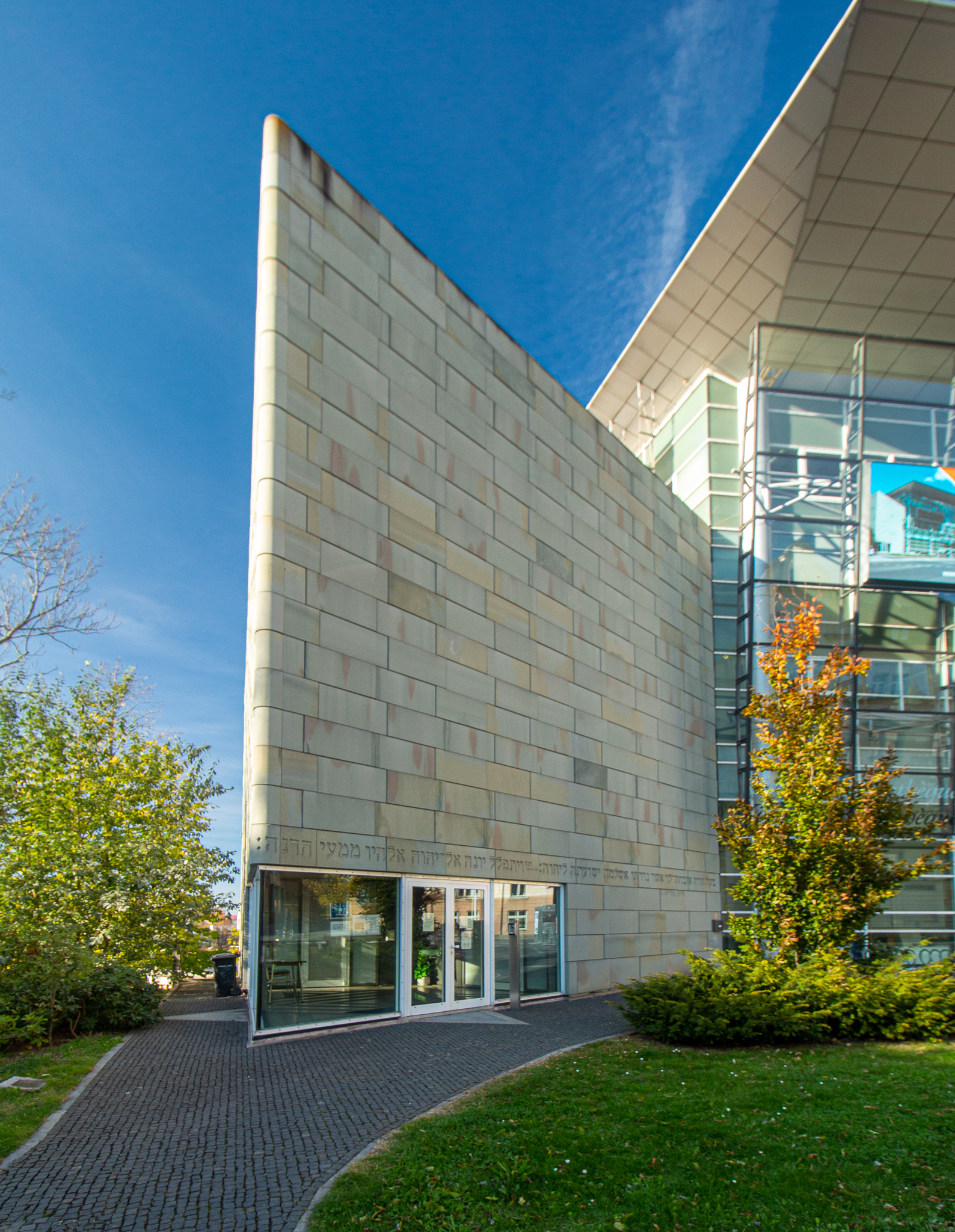
Nová synagoga - Stavba smíření

Architektonickou soutěž v roce 1994 vyhrál návrh Radima Kousala z architektonické kanceláře SIAL Liberec, který propojil dva nezávislé subjekty: knihovnu a židovskou modlitebnu. Nad takzvanou Stavbou smíření převzali záštitu prezidenti Václav Havel a Roman Herzog. Stavba byla umístěna do prostoru, na němž stávala původní synagoga, jejíž půdorys a vnitřní sloupoví jsou do stavby promítnuty. K položení základního kamene nové budovy došlo 16. prosince 1997 a stavba byla dokončena o tři roky později. Veřejnosti se představila po náročném stěhování 8. března 2001. Na jejím financování se podílely české i zahraniční instituce – Česká republika, Evropská unie, vláda Spolkové republiky Německo, Česko-německý fond budoucnosti, švýcarský kanton St. Gallen a jiní.
Knihovna ve stejném roce přešla pod nového zřizovatele – Krajský úřad Libereckého kraje a původní název byl změněn na současný – Krajská vědecká knihovna v Liberci.

## Knihovní fondy

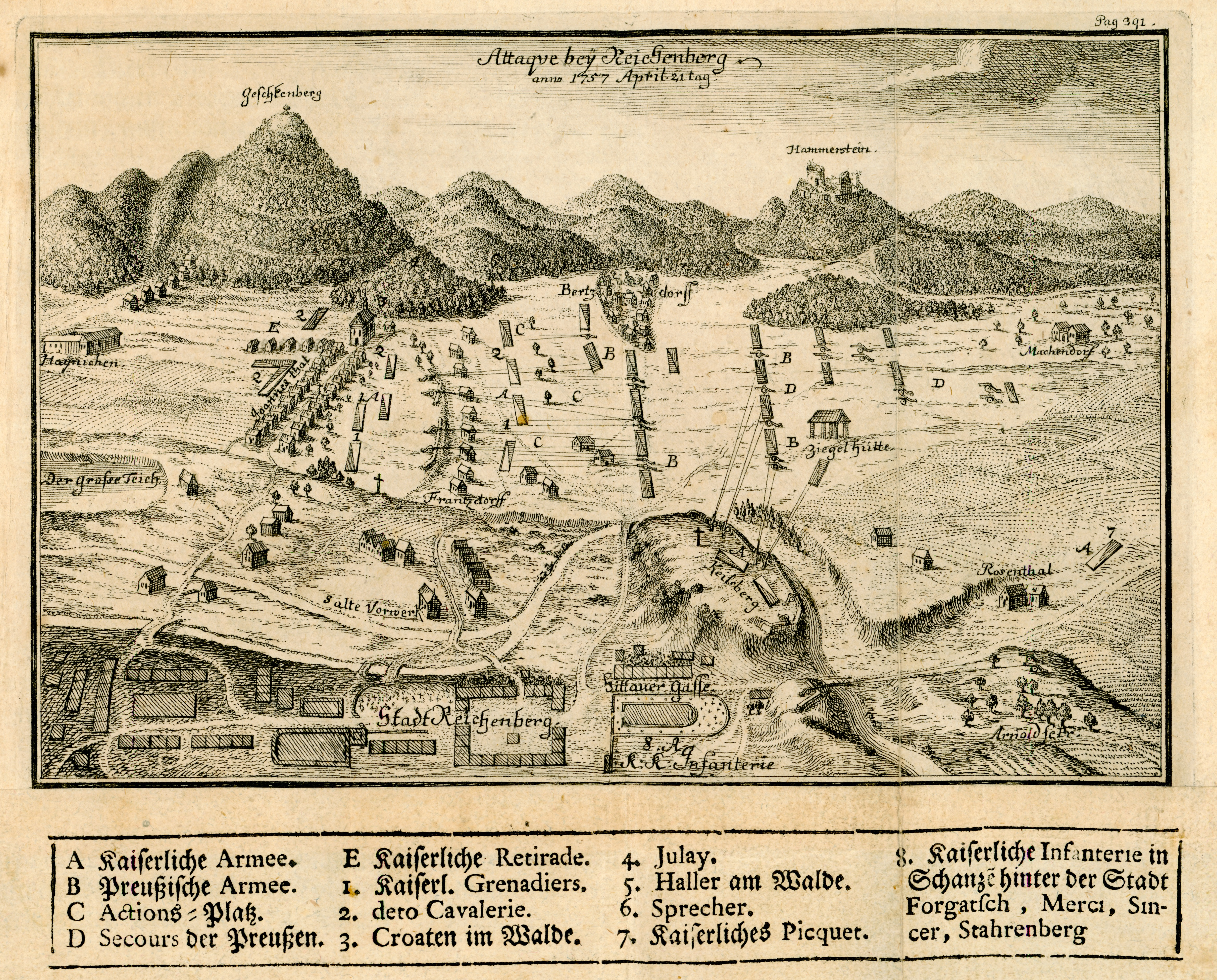
Veduta bitvy u Liberce 1757 z Kroniky měst Liberce a Frýdlantu od Jana Karla Rohna

### Univerzální fond
Základ fondu tvoří tištěné dokumenty – knihy, seriály, hudebniny, mapy, patenty a normy. Dále fond obsahuje dokumenty na jiných nosičích – audio, audio-vizuální a elektronické dokumenty (kromě pevných nosičů se jedná o e-knihy (odkaz) či licencované databáze (odkaz). Ve volném výběru je k dispozici zhruba 240 000 dokumentů. Akvizice fondu probíhají prostřednictvím nákupů, darů, převodů a povinného výtisku.

### Speciální sbírky
- Historický fond – Je tvořen prvotisky z období do roku 1500, starými tisky, knihami, novinami a časopisy z 19. století, dále sbírkou fotografií, pohlednic a archiválií různých původců. Součástí fondu je sbírka starých map. Fond je průběžně digitalizován a zpřístupňován v Digitální knihovně KVK, v případě fotografií a pohlednic v katalogu knihovny.

- Fond Germanika z českých zemí – Obsahuje publikace, které se váží k německy mluvícímu obyvatelstvu Českých zemí.

## Oddělení

### Všeobecná knihovna
Ve všeobecné knihovně lze dokumenty vypůjčit/navrátit u samoobslužného pultu nebo výpůjčního, kde se rovněž vydávají rezervované dokumenty. Volný výběr obsahuje dokumenty beletristické a odbornou či populárně-naučnou literaturu. K dispozici je dále samoobslužná kopírka.

### Informační služba
Informační služba poskytuje základní informace o knihovně a jejích službách. Funguje jako centrální pokladna a spravuje registraci uživatelů starších 15 let. Dále umožňuje kopírování, přístup k internetu, aktivaci čtenářského konta nebo konta finančního, a také zpřístupňuje elektronické zdroje, zajišťuje exkurze i školení pro veřejnost a provádí validaci mojeID.

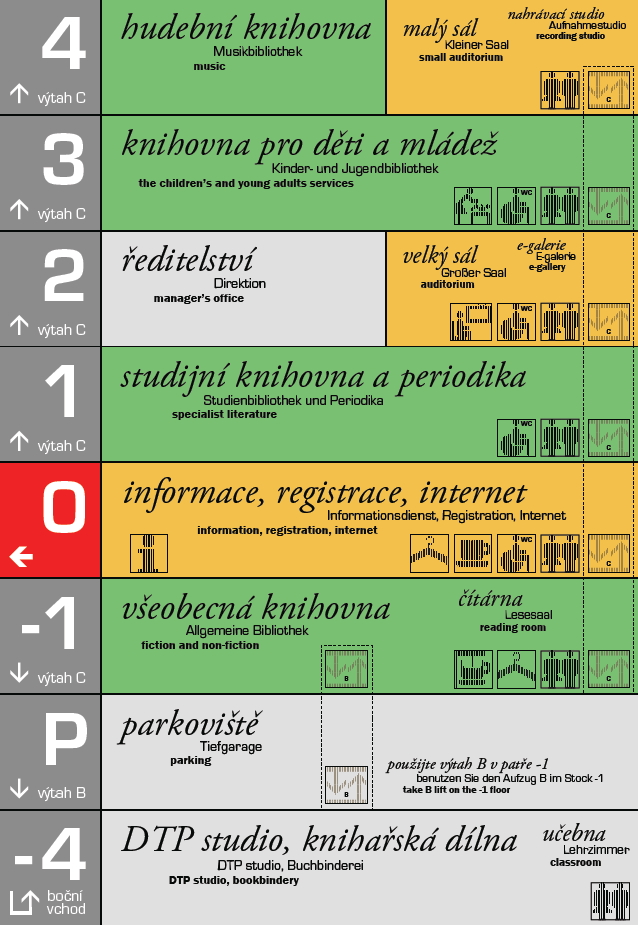
Orientační plán knihovny

### Studijní knihovna a periodika
Studijní knihovna zajišťuje výpůjčky dokumentů u pultu výpůjčního nebo samoobslužného, vydává dokumenty objednané ze skladu a poskytuje informace o dokumentech. Dále poskytuje meziknihovní výpůjční službu, pronájem dvou studijních boxů, přístup k elektronickým zdrojům, službu OCR a samoobslužné kopírování i skenování. Volný výběr nabízí regionální fond, periodika, mapy, skripta, sbírky zákonů, normy, příruční knihovnu a dokumenty vážící se k Evropské unii. Ve zvláštním režimu je zde možné studovat rukopisy, staré a vzácné tisky. Součástí studijní knihovny jsou i knihovny cizojazyčné:
- Rakouská knihovna – Její fondy jsou tvořeny austriaky (vesměs v němčině), tj. tituly, které pojednávají o Rakousku, napsal je rakouský autor nebo je vydalo rakouské nakladatelství. Úkolem knihovny je přiblížit české veřejnosti tuto sousední zemi v její rozmanitosti (jazyk, kultura, historie i současnost). Knihy jsou financovány prostřednictvím darů rakouského ministerstva zahraničí ve Vídni.

- Goethe-Institut – Součástí oddělení německy psané literatury je partnerská knihovna Goethe-Institutu. Jejím účelem je seznámit širokou veřejnost s německou kulturou, školstvím a životem současného Německa. Knihy a ostatní dokumenty financuje Goethe-Institut se sídlem v Praze a centrála Goethe-Institut Inter Nationes v Mnichově.

- Britské centrum – Fond Britského centra obsahuje beletrii, naučnou a dětskou literaturu, obrazové publikace, jazykové učebnice a příručky, zjednodušenou četbu atd. Tradice pořádání cambridgeských zkoušek z anglického jazyka zůstala zachována.Vzájemná spolupráce s British Council byla ukončena v prosinci roku 2015.

- Francouzská knihovna – Vznikla na základě spolupráce Krajské vědecké knihovny v Liberci, Alliance française de Liberec a Francouzského institutu v Praze. Fond knihovny tvoří francouzsky psané knihy – odborná, populárně-naučná literatura a beletrie.

Všechny cizojazyčné knihovny pořádají příležitostné výstavy, promítání filmů nebo autorská čtení. Oddělení se nachází v prostorách Studijní knihovny v 1. patře budovy knihovny. Veškerý fond je přístupný z online katalogu KVK.

### Hudební knihovna
Hudební knihovna umožňuje výpůjčky dokumentů, poslech zvukových dokumentů a přístup k internetu. K dispozici je rovněž elektronický klavír, bicí souprava, elektrická kytara a basová kytara. Volný výběr obsahuje produkci regionálních skupin a interpretů, zvukové knihy, filmy na DVD, noty, knihy s hudební tematikou, vybrané hudební časopisy a společenské hry.

### Knihovna pro děti a mládež
Dětská knihovna zajišťuje výpůjčky dokumentů, pořádá zábavné a vzdělávací pořady pro děti a mládež, nabízí využití čítárny či možnost práce na počítači. Ve volném výběru se nachází přes 50 000 dokumentů, kromě knih také časopisy, zvukové dokumenty a společenské hry.

### Bibliografické oddělení
Oddělení vypracovává bibliografické záznamy článků z tištěných novin, časopisů a sborníků vydávaných v Libereckém kraji a z vybraných celostátních časopisů. Od roku 2010 jsou plné texty článků zpřístupňovány na počítačích v budově knihovny. Dále spravuje fond starých a vzácných tisků, poskytuje rešeršní služby, zajišťuje digitalizaci knihovního fondu, vytváří výběrové bibliografie a buduje Databázi regionálních osobností.

## Služby

### Základní
- Výpůjční služby – Druhy výpůjček se dělí na absenční a prezenční, kdy si lze dokumenty zpravidla půjčit domů, přičemž základní výpůjční lhůta knih a periodik činí 31 dní, u zvukových a audiovizuálních dokumentů a čteček elektronických knih 14 dní. Výpůjční lhůta lze prodloužit maximálně dvakrát za sebou, a to v případě, že dokument není rezervován jiným čtenářem. Dokumenty je možné vyhledat ve volném výběru, nebo objednat ze skladu. K vyhledávání slouží online katalog IPAC. Vybrané dokumenty si lze vypůjčit nebo vrátit u výpůjčního pultu, popřípadě za pomoci samoobslužných pultů tzv. selfchecků či boxu na vracení knih. Část fondu je určena pouze k prezenční výpůjčce a studiu v knihovně, kdy se jedná o dokumenty označené žlutou páskou.
- Rešeršní služby – Na základě do formuláře zadaných klíčových slov, jazyka dokumentu, požadovaných zdrojů, dostupnosti a dalších parametrů poskytuje knihovna placenou rešeršní službu, v rámci níž dojde ke zpracování dokumentografické rešerše, v níž jsou vyhledané záznamy upraveny podle normy ČSN ISO 690 a doplněny informacemi o umístění, anotací a případnými dodatky.
- Internet, WiFi – Ve všech prostorech budovy určených veřejnosti je možné využít bezdrátového připojení WiFi. V případě absence přijímacího zařízení jsou na třech odděleních, a také v každé pobočce, k dispozici stanice, na kterých lze používat internet. Zaregistrovaní uživatelé mají zdarma 30 minut denně s možným prodloužením o dalších 30 minut. U nezaregistrovaných návštěvníků knihovny je bezplatný internet k dispozici 10 minut denně.
- Donáška imobilním čtenářům – Služba je určena čtenářům imobilním nebo dlouhodobě omezeným v možnosti návštěvy knihovny. Jedná se především o uživatele ve věku 70 a více let či dlouhodobě imobilní. Minimální počet vypůjčených dokumentů je 5, maximální 15. Uskutečnění služby probíhá jednou měsíčně a je zdarma.

### Meziknihovní služby
Registrovaní uživatelé knihovny mohou využít meziknihovní výpůjční služby vnitrostátní i mezinárodní a objednat si ve fondu chybějící dokumenty z jiné knihovny. Za vyřízení tohoto požadavku je účtován poplatek dle platného ceníku. Pokud není možné zaslat dokument, je možné objednat jeho kopii, a to v případě dokumentů obvykle do 20 stran. Pro meziknihovní výpůjčku je zprostředkována také služba Elektronické dodávání dokumentů (zkratka: EDD) Národní knihovny České republiky, která umožňuje expresní dodání kopií dokumentů v papírové nebo elektronické podobě, a to do 48 hodin od zadání požadavku a v rozsahu maximálně 20 stran.

### Doplňkové
- Kopírování, tisk, skenování – Na každém oddělení jsou k dispozici samoobslužné kopírky, které lze využít i ke skenování. V případě Studijní knihovny je možné pracovat také s knižním skenerem. Pro kopírování je potřeba čtenářského průkazu s aktivním finančním kontem. Neregistrovaní uživatelé mohou požádat zaměstnance Informační služby nebo užít kopírky na mince.
- Konverze dokumentů – Prostřednictvím ABBYY RECOGNITION SERVER je možné převést soubory uložené ve formátech TIFF, PDF, JPEG, JPEG2000, BMP, DjVu, PNG, PCX a DCX do přepisovatelného formátu DOC. Jedná se o automatický převod s vysokou procentuální úspěšností od 90 do 100 %. Zpoplatněné služby mohou využít registrovaní uživatelé.
- Validace MojeID – Jedná se o bezplatnou službu umožňující centrální spravování vlastní internetové identity, když cílem validace je ověření totožnosti uživatele mojeID, který posléze může ověřený účet používat jako občanský průkaz ve světě Internetu. Validovanými údaji jsou jméno a příjmení, adresa trvalého bydliště a datum narození. K validaci je zapotřebí občanského průkazu nebo pasu a vytištěná žádost o provedení tohoto úkonu.
- Citace PRO – Všichni registrovaní uživatelé knihovny mají možnost bezplatně využít softwaru Citace PRO, ke kterému je potřeba registrace na stejnojmenném portálu. Software umožňuje vytváření, správu, sdílení a export bibliografických citací. Podporuje mnoho citačních stylů včetně ČSN ISO 690, import citací z katalogu knihovny a z databází v rámci platformy EBSCO, export citací do Wordu a další úkony.
- E-knihy na objednávku – Registrovaní i neregistrovaní uživatelé knihovny si mohou prostřednictvím služby eBooks on Demand (zkratka: EOD) objednat digitalizaci jakékoliv knihy z knihovního fondu, která byla vydána v letech 1500–1910 a není již chráněna autorským zákonem. Vyřízení objednávky a samotnou digitalizaci zajišťuje Národní technická knihovna, KVKLI zastává roli zprostředkovatele této placené služby.

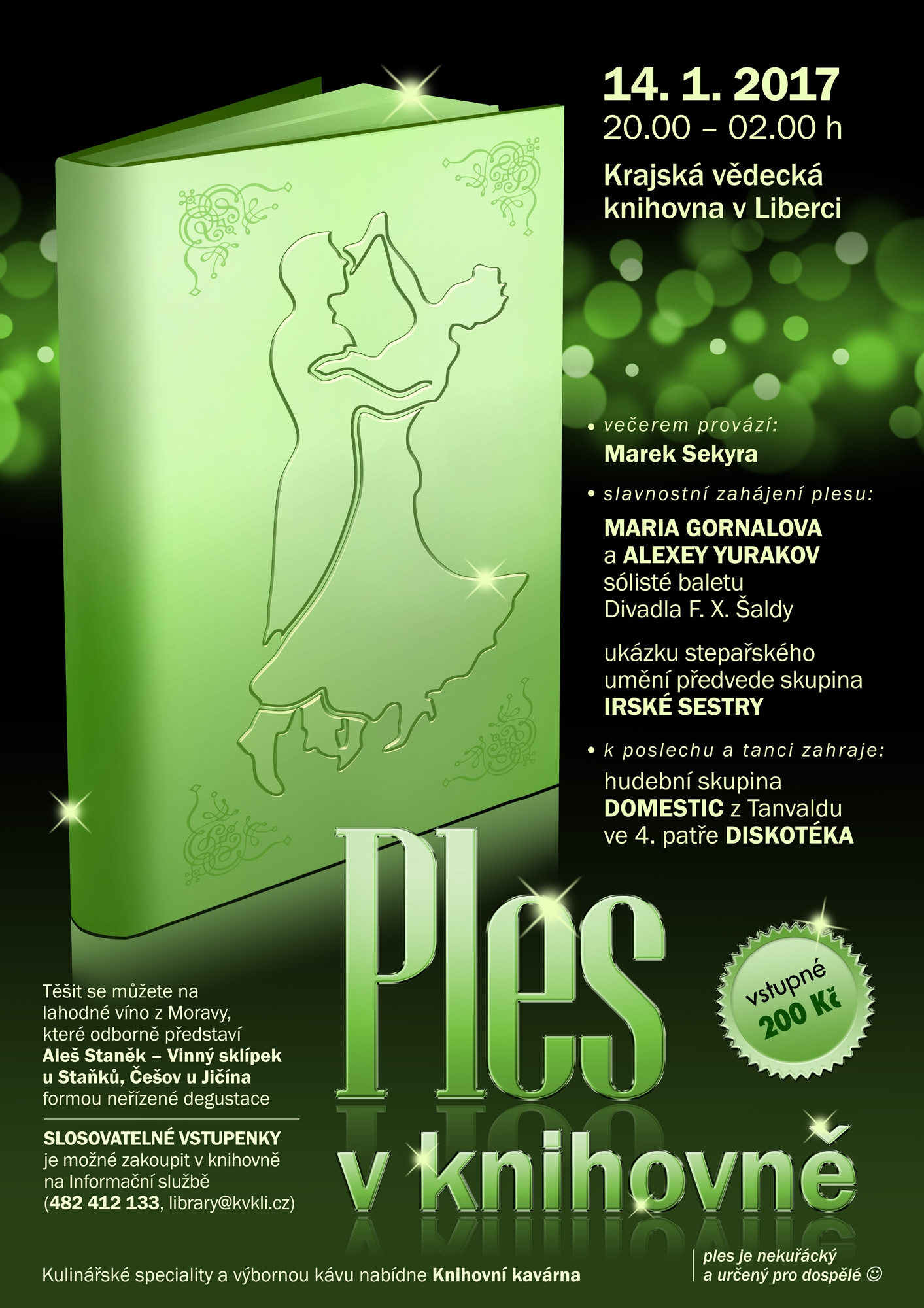
Pozvánka na Ples knihovny

### Vzdělávací a kulturní
Pracovníci knihovny poskytují široké veřejnosti tyto programy:
- Nebojte se počítače a internetu – zpoplatněné školení seniorů a začátečníků o základech práce na PC, používáni internetu a psaní v textovém editoru
- Znáte naši knihovnu? – bezplatná exkurze po knihovně
- Rozečti.se – bezplatná interaktivní cvičení zvyšující efektivnost čten

Pro střední a vysoké školy nabízí knihovna šest speciálních programů zaměřených na poznání možností využití služeb knihovny, regionální literaturu a knižní kulturu:
- Prohlídka knihovny s výkladem – exkurze po knihovně a jejích odděleních pros střední školy
- Najdu, co hledám?! – workshop zaměřený na znalost služeb knihovny a práci s informacemi
- Všechno, co jde kdy chtěli vědět o citování (ale báli jste se zeptat) – zaměřeno na správné používání a vytváření citací
- Němečtí předváleční autoři z Liberecka (od 2. poloviny 18. století do roku 1945) – interaktivní přednáška o regionální literatuře z Liberecka, Frýdlantska, Jablonecka, Semilska a Českolipska
- Liberecko v české krásné literatuře 19. století – interaktivní přednáška o autorech a jejich dílech, která představují liberecký region
- Dějiny knihy – přednáška o vývoji knižní kultury od starověku do 19. století a prezentace vybraných starých tisků z fondu KVKLI

### Grafické studio a knihařská dílna
Součástí krajské knihovny je i grafické studio, které poskytuje zpoplatněné služby jako: kopírování, tisk, velkoformátový tisk, skenování, kroužkovou vazbu, termovazbu, laminaci a grafické práce. Knihařská dílna nabízí opravu knih a jejich vazeb, vazbu časopisů, novin, sbírek zákonů a absolventských prací, a také ražbu písma – vše dle platného ceníku.

### Akce
Knihovna uskutečňuje přednášky, besedy, výstavy, koncerty, workshopy, exkurze, odborné konference a akce pro rodiny s dětmi, studeny i seniory. Do pravidelných podniků, které knihovna pořádá, nebo se na nich podílí, patří přednáškové cykly Knihovníci a přátelé knihovny cestují či Památky kolem nás, vzdělávací cyklus Moderní senior se zaměřením na informační technologie, konference Současnost literatury pro děti a mládež, Veletrh dětské knihy, Educa MyJob nebo Týden knihoven. K oblíbeným akcím patří též soutěžní večer S baterkou do knihovny a každoroční Ples v knihovně.

## Regionální funkce
Krajská vědecká knihovna vykonává poradenskou a konzultační činnost pro knihovny Libereckého kraje, koordinuje výkon regionálních funkcí, vypracovává metodické plány, vede statistiku knihovnických činností, zajišťuje vzdělávání knihovníků a organizuje odborné semináře a koordinační porady. Pro 58 profesionálních i neprofesionálních knihoven Liberecka a jejich šest poboček vydává elektronický čtvrtletník Informační listy.
Pověřené regionální knihovny v Libereckém kraji:
- Českolipsko  – Městská knihovna Česká Lípa
- Jablonecko  –  Městská knihovna Jablonec nad Nisou
- Semilsko  –  Městská knihovna Semily
- Liberecko – Krajská vědecká knihovna v Liberci

## Projekty
Knihovna se pravidelně zapojuje do domácích i evropských projektů, jejichž nejčastějšími cíli jsou zlepšení a rozšíření poskytovaných služeb, vydávání publikací odborných i se speciálním zaměřením, ochrana a digitalizace fondů nebo vzdělávání všech věkových kategorií. V letech 2015–2017 se jednalo například o projekty:
- Děti čtou nevidomým dětem – zaměřený na vydávání zvukových knih na CD nosičích, které jsou určené pro slabozraké, nevidomé nebo jinak handicapované děti. Tyto knihy jsou nahrávány žáky základních a středních škol. Mezi šestnáct již vydaných knih patří Spící město Martina Vopěnky, Začarovaná třída Ivony Březinové nebo Pohoršovna od Daniely Fischerové. Dlouholetý projekt byl v roce 2017 oceněn titulem Knihovna roku, udělovaným Ministerstvem kultury České republiky.

- Prostor učení – knihovnická informační platforma – navazující na předchozí projekt Česko-saská síť knihoven – informace bez hranic. Cílem projektu je propojení dvou německých a tří českých knihoven do přeshraničního Prostoru učení, který bude vybaven informačními zdroji a odpovídajícím technickým zázemím. K hlavním bodům patří mimo jiné pořízení elektronických informačních zdrojů (např. odborné databáze, e-knihy), možnost přeshraniční meziknihovní výpůjčky nebo nákup technického vybavení pro prezentaci.

- Jak na iPad – související s kampaní Blahomat, která spočívala v půjčování iPadů seniorům a handicapovaným. V rámci navazujícího projektu byly zakoupeny nové přístroje a proběhl cyklus školení o práci na iPadu s uvedenými skupinami uživatelů.

## Publikační činnost
Výběr publikací vydaných mezi lety 1994–2017
- Ploučnické květy – Polzenblumen, ISBN 978-80-85874-77-8
- Frýdlantské květy – Friedländer Blumen, ISBN 978-80-85874-68-6
- Zapomenutá velikonoční vajíčka, ISBN 978-80-85874-57-0
- Jizerské květy –  Iserblumen, ISBN 978-80-85874-61-7
- Naše osada – smutné, veselé i tajemné příběhy Romů, ISBN 978-80-85874-44-0
- Ještědské květy – Jeschkenblumen, ISBN 978-80-85874-45-7
- Stavba smíření. Knihovna Liberec, ISBN 80-85874-13-X
- Veřejné knihovny v Euroregionu Nisa, ISBN 83-903575-7-7
- Malé dějiny knihovny, ISBN 80-85874-00-8

## Pobočky
Knihovna v současné době provozuje šest městských poboček, které nabízejí knihy i časopisy pro děti a mládež, pro dospělé pak beletrii, odbornou i populárně naučnou literaturu a vybraná periodika. Ve všech pobočkách fungují výpůjčky dokumentů, informační služba, registrace čtenářů, rezervace momentálně vypůjčených knih a veřejný internet. Pravidelně se zde konají besedy, přednášky, divadelní představení a další akce pro všechny věkové kategorie. Pobočky se nacházejí v těchto městských částech: Králův Háj, Kunratická, Machnín, Rochlice, Ruprechtice a Vesec.

## Členství v profesních sdruženích
Svaz knihovníků a informačních pracovníků České republiky (SKIP)
Sdružení knihoven České republiky (SDRUK)